# Kim Perrot Sportsmanship Award
Kim Perrot Sportsmanship Award – coroczna nagroda żeńskiej ligi koszykówki Women's National Basketball Association (WNBA) przyznawana od 1997 roku zawodniczce, która prezentuje na boisku najlepszą postawę sportową, etyczne zachowanie, zasady fair play oraz integralność z zespołem.
Laureatka nagrody jest wybierana przez panel złożony z dziennikarzy oraz sprawozdawców sportowych z całych Stanów Zjednoczonych. Każdy z nich oddaje głos na pierwsze, drugie i trzecie miejsce. Pierwsze miejsce otrzymuje pięć punktów, drugie - trzy, trzecie - jeden. Zawodniczka z najwyższą sumą punktów otrzymuje nagrodę.
Od 2000 roku nagroda nosi imię Kim Perrot, zawodniczki, która pomogła doprowadzić Houston Comets do pierwszego tytułu mistrzowskiego. Zmarła w sierpniu 1999, po siedmiu miesiącach zmagania się z rakiem.

## Laureaci
Cyfra w nawiasie oznacza kolejny wybór tego samego trenera lub trenerki.
| Rok  | Zawodniczka                    | Nar.              | Zespół                                 |
| ---- | ------------------------------ | ----------------- | -------------------------------------- |
| 1997 | Zheng Haixia                   |                   | Los Angeles Sparks                     |
| 1998 | Suzie McConnell Serio          | Stany Zjednoczone | Cleveland Rockers                      |
| 1999 | Dawn Staley                    | Stany Zjednoczone | Charlotte Sting                        |
| 2000 | Suzie McConnell Serio (2)      | Stany Zjednoczone | Cleveland Rockers                      |
| 2001 | Sue Wicks                      | Stany Zjednoczone | New York Liberty                       |
| 2002 | Jennifer Gillom                | Stany Zjednoczone | Phoenix Mercury                        |
| 2003 | Edna Campbell                  | Stany Zjednoczone | Sacramento Monarchs                    |
| 2004 | Teresa Edwards                 | Stany Zjednoczone | Minnesota Lynx                         |
| 2005 | Taj McWilliams-Franklin        | Stany Zjednoczone | Connecticut Sun                        |
| 2006 | Dawn Staley (2)                | Stany Zjednoczone | Houston Comets                         |
| 2007 | Tully Bevilaqua                | Australia         | Indiana Fever                          |
| 2008 | Vickie Johnson                 | Stany Zjednoczone | San Antonio Silver Stars               |
| 2009 | Kara Lawson                    | Stany Zjednoczone | Sacramento Monarchs                    |
| 2010 | Tamika Catchings               | Stany Zjednoczone | Indiana Fever                          |
| 2011 | Sue Bird Ruth Riley            | Stany Zjednoczone | Seattle Storm San Antonio Silver Stars |
| 2012 | Kara Lawson (2)                | Stany Zjednoczone | Connecticut Sun                        |
| 2013 | Swin Cash Tamika Catchings (2) | Stany Zjednoczone | Chicago Sky, Indiana Fever             |
| 2014 | Becky Hammon                   | Stany Zjednoczone | San Antonio Stars                      |
| 2015 | DeLisha Milton-Jones           | Stany Zjednoczone | Atlanta Dream                          |
| 2016 | Tamika Catchings (3)           | Stany Zjednoczone | Indiana Fever                          |
| 2017 | Sue Bird (2)                   | Stany Zjednoczone | Seattle Storm                          |
| 2018 | Sue Bird (3)                   | Stany Zjednoczone | Seattle Storm                          |
| 2019 | Nneka Ogwumike                 | /                 | Los Angeles Sparks                     |
| 2020 | Nneka Ogwumike (2)             | /                 | Los Angeles Sparks                     |
| 2021 | Nneka Ogwumike (3)             | /                 | Los Angeles Sparks                     |
| 2022 | Sylvia Fowles                  | Stany Zjednoczone | Minnesota Lynx                         |